# Mihrişah Sultan (dcera Izzedina)
Mihrişah Sultan (1. června 1916 Istanbul – 25. ledna 1987 Istanbul) byla osmanská princezna. Byla dcerou následníka trůnu, Şehzade Yusuf Izzeddin, a jeho manželky Leman Hanimefendi. Byla také vnučkou sultána Abdulazize. Později se stala druhou manželkou Şehzade Ömer Faruka, syna poslední osmanského chálífy muslimského světa Abdulmecida II.

## Mládí
Mihrişah se narodila v červnu 1916 v paláci Beşiktaş. Její otec byl korunní princ a dědic osmanského trůnu, Şehzade Yusuf Izzeddin. Její matka Leman poté byla z rodiny vysoce postavených beyů. Byla čtvrtým dítětem a druhou dcerou svého otce, a třetím dítětem své matky. Měla dva starší sourozence, o sedm let staršího bratra Şehzade Mehmed Nizameddi a o deset let starší sestru Şükriye Sultan.
Od roku 1924 po rozpadu Osmanské říše žila Mihrişah spolu s rodinou v exilu, konkrétně v Alexandrii v Egyptě.

## První manželství
Şehzade Ömer Faruk o svou sestřenici Mihrişah jevil velký zájem. Bylo veřejně známo, že v manželství se svou první ženou Sabihou Sultan, dcerou sultána Mehmeda VI., není šťastný.
V roce 1944 stála na straně Faruka, když soud vybíral novou hlavu dynastie. Vybrán byl princ Ahmed IV. Nihad. Zatímco Sabiha Sultan, Farukova první manželka, podpořila rozhodnutí rady a schválila její volbu, všechny Farukovy dcery stály na její straně. Faruk nařkl Sabihu, že jeho dcery poštvává proti němu. Nicméně důvodem proč nebyl zvolen hlavou rodiny bylo, že udržoval mimomanželský poměr s Mihrişah.
Mihrişah a Faruk byli oddáni podle práv šária 31. července 1948. V předmanželské smlouvě žádala o zahrnutí práva na rozvod z její strany. Jejich manželství dlouho netrvalo a Mihrişah se s Farukem rozvedla.

## Druhé manželství
Poté, co se Mihrişah s Ömerem, provdala se za Şevket Arslanoğlu. V roce 1952 se vrátila zpět do Istanbulu, jelikož bylo vyhoštění pro osmanské princezny zrušeno. Svá poslední léta života strávila se sestřenicí Gevheri Sultan, dcerou jejího strýce Şehzade Mehmed Seyfeddin, v malém apartmánu na náměstí Taksim.

## Smrt
Mihrişah Sultan zemřela v lednu 1987 a byla pohřbena v mauzoleu jejího pradědy, sultána Mahmuda II. v Istanbulu.